# 蒂皮尼
蒂皮尼（法語：Tupigny，法語發音：[typiɲi]）是法国上法蘭西大區埃纳省的一个市镇，属于韦尔万区。

## 地理
蒂皮尼（49°57'26"N, 3°36'28"E）面积12.84 平方千米，位于法国上法蘭西大區埃纳省，该省份为法国北部内陆省份，北起北部省，西接索姆省和瓦兹省，东临阿登省和马恩省，西南至塞纳-马恩省，东北部与比利时接壤。
与蒂皮尼接壤的市镇（或旧市镇、城区）包括：阿纳普、莱基耶勒圣日耳曼、梅讷夫雷、韦内罗勒、大韦尔利、小韦尔利、瓦西尼。

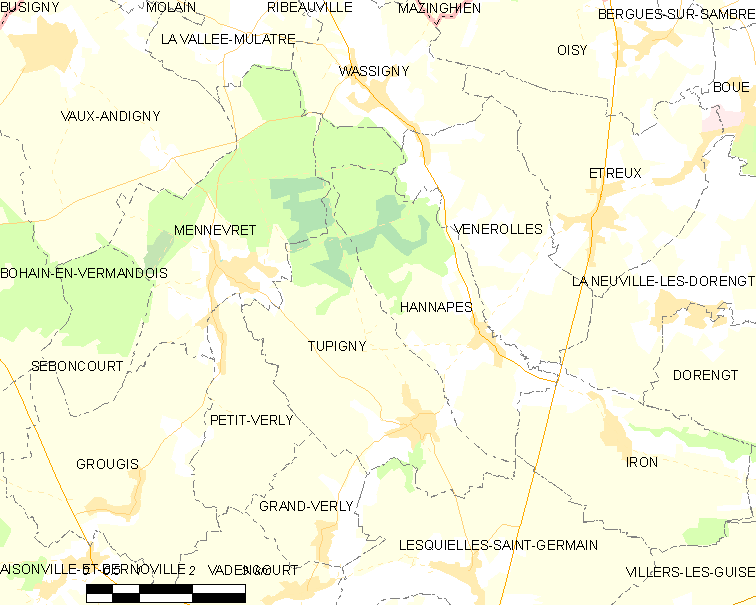
蒂皮尼的OSM定位图

蒂皮尼的时区为UTC+01:00、UTC+02:00（夏令时）。

## 行政
蒂皮尼的邮政编码为02120，INSEE市镇编码为02753。

## 政治
蒂皮尼所属的省级选区为吉斯县。

## 人口

1962-2008年间蒂皮尼人口变化图示

蒂皮尼于2022年1月1日时的人口数量为335人。